# Hôpital de Sant Pau
L’hôpital de Sant Pau (en catalan : Hospital de la Santa Creu i Sant Pau) est un ancien hôpital de Barcelone, en Espagne. Situé dans le quartier de El Guinardó, il est depuis 1997 inscrit au Patrimoine mondial de l'Unesco, conjointement avec le palais de la musique catalane.

## Histoire

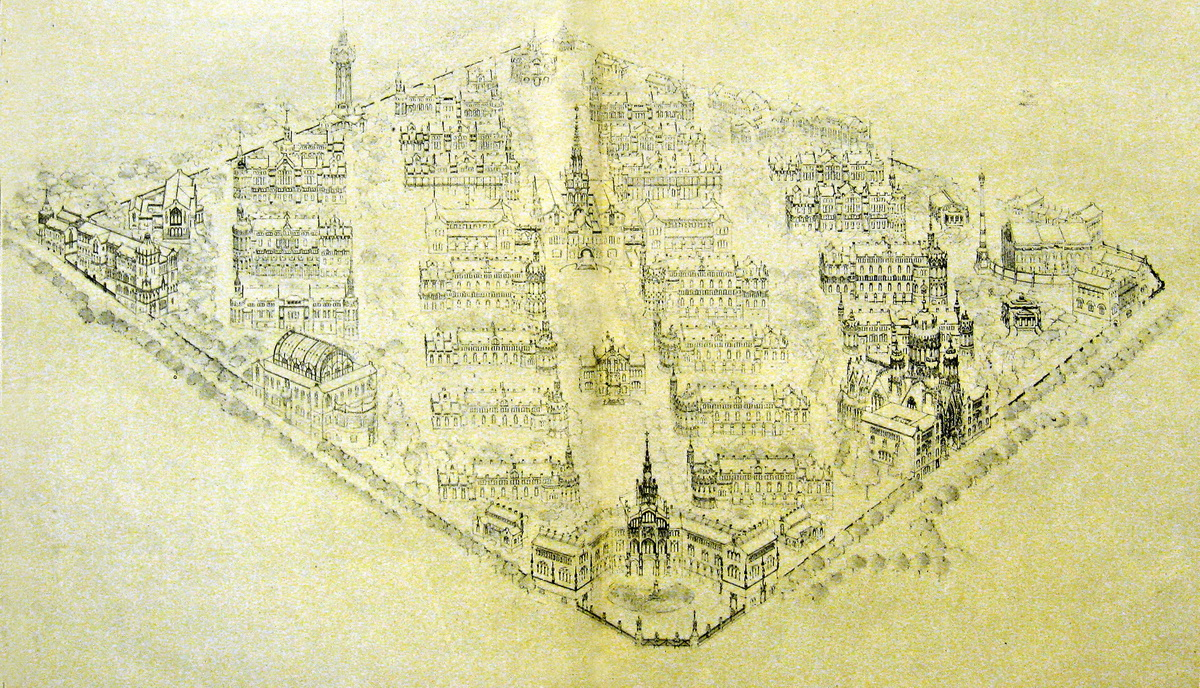
Ancien croquis de l'hôpital.

L'hôpital a été dessiné en 1901 par l'architecte catalan Lluís Domènech i Montaner et il a été terminé en 1930. Le fils de l'architecte, Pere Domènech i Roura, y travailla également. L'hôpital est orné de sculptures d'Eusebi Arnau.
Il remplace l'hôpital de la Sainte-Croix (hospital de la Santa Creu, aujourd'hui bibliothèque de Catalogne), situé dans le Raval et datant du XVe siècle, peu adapté à la croissance de la ville au XIXe siècle. 
Une partie du financement provient du banquier Pau Gil Serra (es) à la suite d'un legs remontant à 1892.
L'hôpital déménage dans de nouveaux locaux entre 2003 et 2009. En 1991, il reçoit la Creu de Sant Jordi, distinction décernée par la Généralité de Catalogne.

## Protection
L'hôpital fait l’objet d’un classement en Espagne au titre de bien d'intérêt culturel depuis le 19 mai 1978.
Depuis 1997, il est inscrit, conjointement avec le palais de la musique catalane qui est une autre réalisation de Lluís Domènech i Montaner, au Patrimoine mondial de l'Unesco. Ils constituent « des exemples exceptionnels du style Art nouveau, imaginatif et exubérant, qui fleurit dans la Barcelone du XXe siècle ».

## Galerie

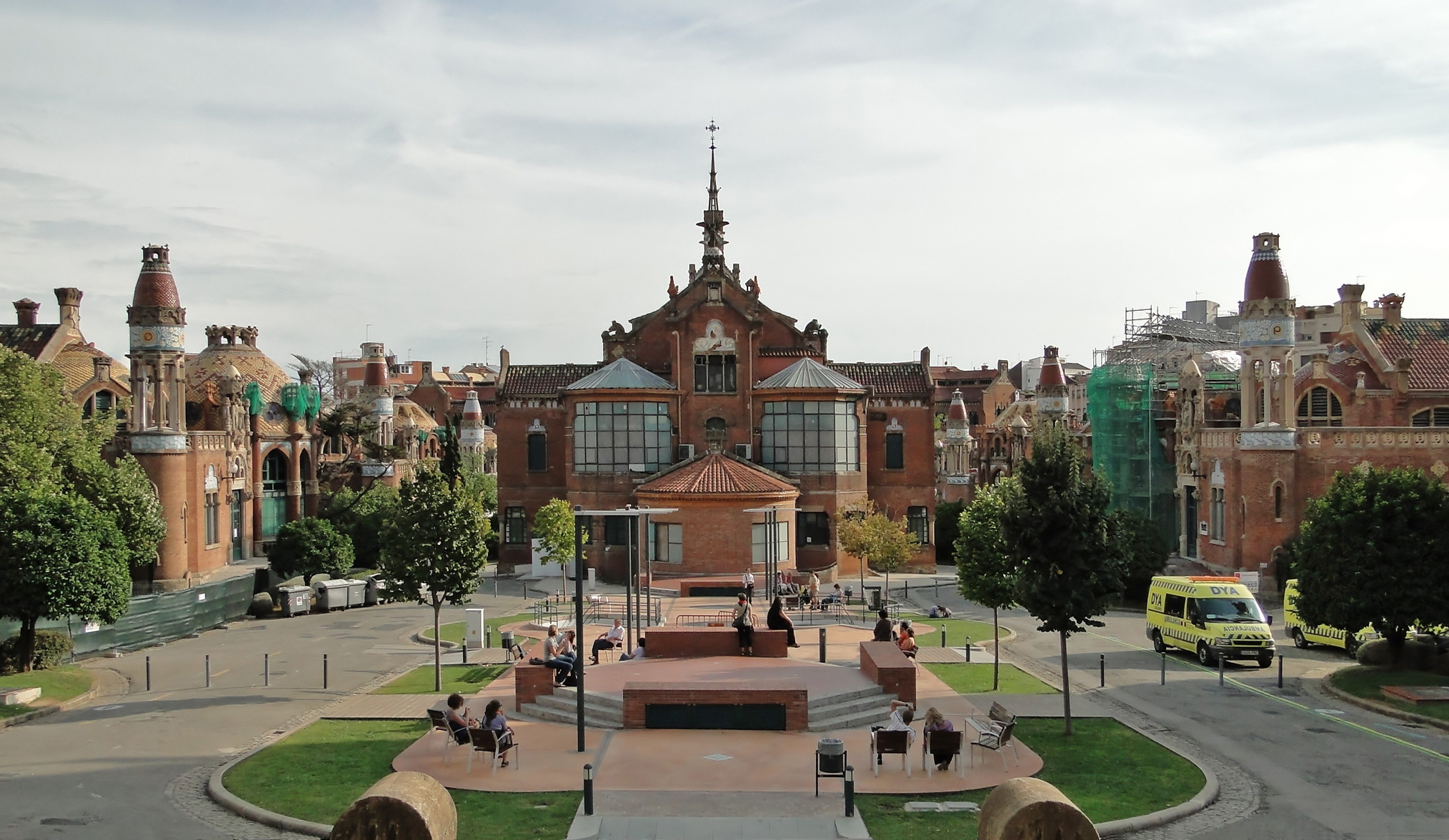
Centre de l'hôpital.
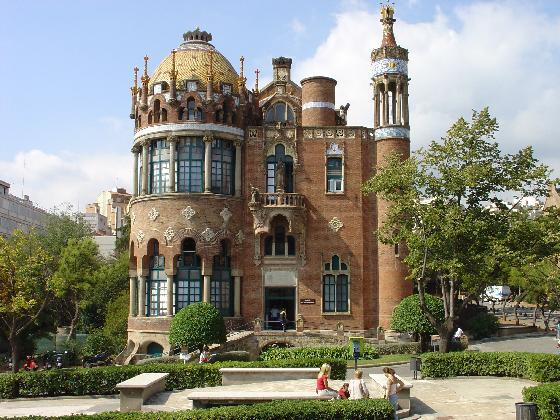
Un des pavillons de l'hôpital.